# Ernst Eugster
Ernst Eugster (født 22. januar 1945) er en tidligere hollandsk judoka. Han vandt to bronzemedaljer ved VM og tre bronzemedaljer ved EM.

## Karriere
Ernst Eugster konkurrerede normalt i vægtklassen op til 93 kg. Han vandt sin første internationale medalje ved VM i judo 1967 i Salt Lake City.
Ved EM i Lausanne fik han bronze i både den indviduelle konkurrence og i holdkonkurrencen.
Det følgende år tabte han, ved EM i Oostende, i semifinalen til Vladimir Pokatajev fra Sovjetunionen.
Ved VM i judo 1969 deltog han i to vægtklasser. I -93 kg-klassen besejrede han Helmut Howiller fra Østtyskland i anden runde, men tabte i kvartfinalen til Vladimir Pokatajev og endte på en samlet syvendeplads. I den åbne vægtklasse tabte Eugster også i kvartfinalen til japanske Nobuyuki Sato, efter sejre over franskmanden Jean-Luc Rougé og Helmut Howiller, modtog Eugster en bronzemedalje.
I slutningen af 1969 og i begyndelsen af 1971 vandt Eugster det hollandske mesterskab. Ved EM i judo 1971 blev holland nummer to efter holdet fra Storbritannien. I den individuelle klassificering modtog han en bronzemedalje.
Det følgende år ved EM i 1972 i Voorburg sluttede Eugster på tredjepladsen.